# Royal Institute of British Architects

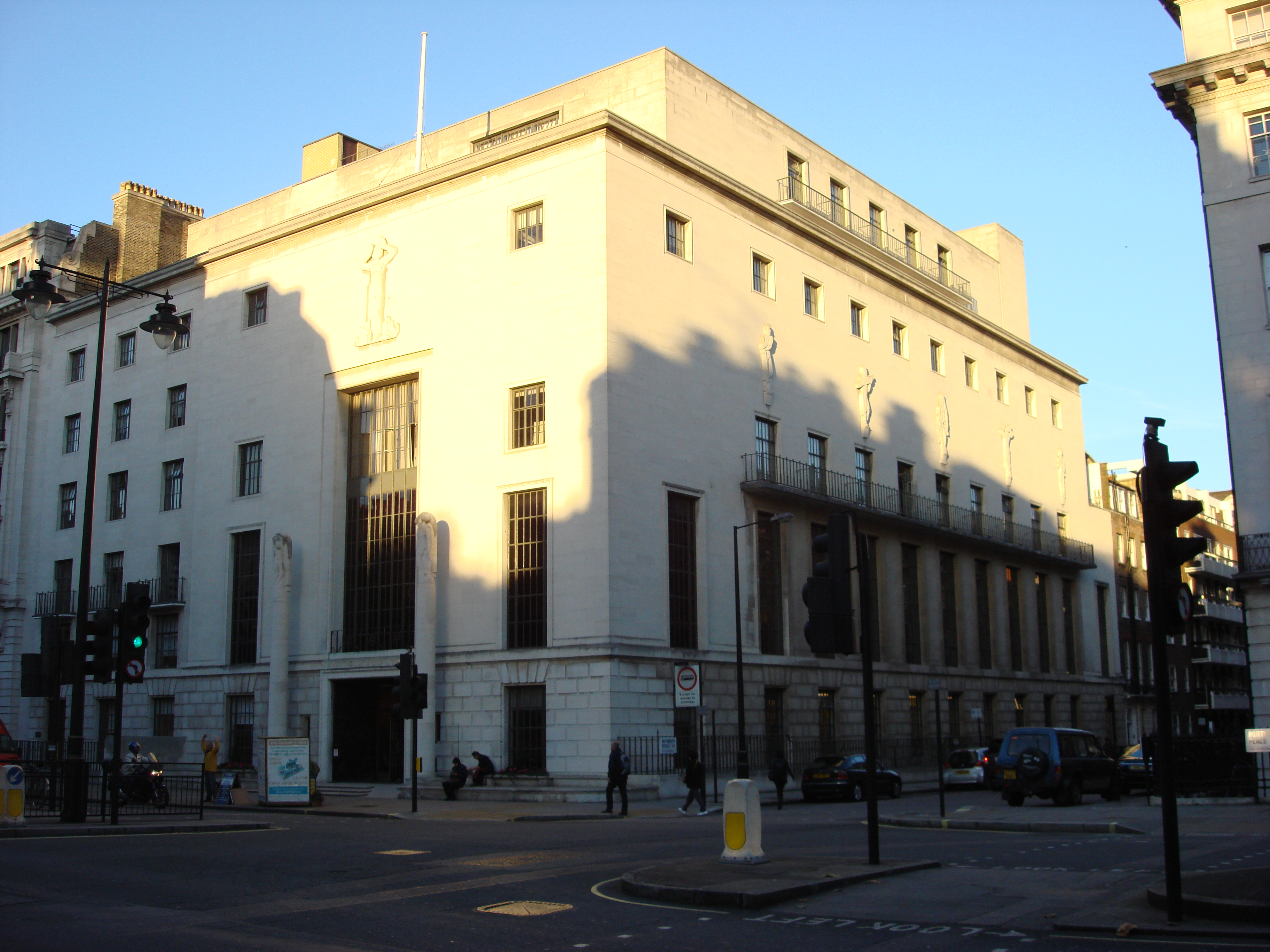
Sede del RIBA en el número 66 de Portland Place, Londres. El edificio fue proyectado por el arquitecto George Grey Wornum en la década de 1930.

El Royal Institute of British Architects (RIBA) es una organización profesional de arquitectos del Reino Unido.

## Historia
Originariamente llamado Institute of British Architects in London (Instituto de los Arquitectos Británicos en Londres), fue fundado en 1834 por varios de los más eminentes arquitectos británicos de la época como Philip Hardwick, Thomas Allom, William Donthorne, Tomas Leverton Donaldson, John Buonarotti Papworth y Thomas de Grey.
En 1837 se le otorgó a la institución una Royal Charter, convirtiéndose en el Royal Institute of British Architects in London, aunque con el tiempo dejó de mencionarse en el título de la institución a Londres, hasta que finalmente desapareció del nombre en el año 1892.

### Presidentes
- 2017-2019 Ben Derbyshire[1]
- 2015–2017 Jane Duncan[2]
- 2013–2015 Stephen Hodder[3]
- 2011-2013 Angela Brady
- 2009-2011 Ruth Reed
- 2007-2009 Sunand Prasad
- 2005-2007 Jack Pringle
- 2003-2005 George Ferguson
- 2001-2003 Paul Hyett
- 1999-2001 Marco Goldschmied
- 1997-1999 David Rock
- 1995-1997 Owen Luder
- 1993-1995 Frank Duffy
- 1991-1993 Richard MacCormac
- 1989-1991 Maxwell Hutchinson
- 1987-1989 Roderick Peter Hackney
- 1985-1987 Larry Rolland
- 1983-1985 Michael Manser
- 1981-1983 Owen Luder
- 1979-1981 John Brian Jefferson
- 1977-1979 Gordon Graham
- 1975-1977 Eric Lyons
- 1973-1975 Fred Pooley
- 1971-1973 Alexander Gordon
- 1969-1971 Peter Faulkner Shepheard
- 1967-1969 Hugh Wilson
- 1965-1967 Lionel Gordon Baliol Brett
- 1964-1965 Donald Evelyn Edward Gibson
- 1962-1964 Robert Hogg Matthew
- 1960-1962 William Holford
- 1958-1960 Basil Spence
- 1956-1958 Kenneth Cross
- 1954-1956 Charles Herbert Aslin
- 1952-1954 Howard Robertson
- 1950-1952 Andrew Graham Henderson
- 1948-1950 Michael T. Waterhouse
- 1946-1948 Lancelot Keay
- 1940-1943 William Henry Ansell
- 1937-1939 Harry Stuart Goodhart-Rendel
- 1935-1937 Percy Edward Thomas
- 1933-1935 Giles Gilbert Scott
- 1931-1933 Raymond Unwin
- 1929-1931 Banister Flight Fletcher
- 1925-1927 Edward Guy Dawber
- 1923-1925 John Alfred Gotch
- 1922-1923
- 1919-1921 John William Simpson
- 1917-1919 Henry Thomas Hare
- 1914-1917 Ernest Newton
- 1912-1914 Reginald Blomfield
- 1910-1912 Leonard Stokes
- 1908-1910 Ernest George
- 1906-1908 Thomas Edward Collcutt
- 1904-1906 John Belcher
- 1902-1904 Aston Webb
- 1899-1902 William Emerson
- 1896-1899 George Aitchison
- 1894-1896 Francis Cranmer Penrose
- 1891-1894 John Macvicar Anderson
- 1888-1890 Alfred Waterhouse
- 1886-1887 Edward I'Anson
- 1884-1886 Ewan Christian
- 1882-1884 Horace Jones
- 1881-1881 George Edmund Street (fallecido en el cargo)
- 1879-1881 John Whichcord Jr.
- 1876-1879 Charles Barry, Jr.
- 1873-1876 George Gilbert Scott
- 1870-1873 Thomas Henry Wyatt
- 1867-1870 William Tite
- 1865-1867 Alexander James Beresford-Hope
- 1863-1865 Thomas Leverton Donaldson
- 1861-1863 William Tite
- 1860-1861 Charles Robert Cockerell
- 1835-1859 Thomas Philip Earl de Grey

## Estructura
El RIBA es una organización con más de 44 000 miembros. Los miembros de pleno derecho se llaman chartered architect, seguido de su nombre y de las siglas RIBA. A los miembros que todavía son estudiantes no se les permite denominarse de esta forma.
El RIBA ha sido reconocido como un negocio Superbrand desde el año 2008.
La sede del RIBA se encuentra en Portland Place, 66 (Londres), un edificio protegido (Grade II*) de la década de 1930, y diseñado por el arquitecto George Grey Wornum con esculturas de Edward Bainbridge Copnall y James Woodford. Ciertas zonas del edificio están abiertas al público, incluidas las galerías de exposición y la biblioteca. Dispone además un gran librería de arquitectura, una cafetería, resataurante y auditorios. Las salas se pueden alquilar para organizar eventos.

### Regiones
El Instituto también mantiene una docena de oficinas regionales a lo largo del Reino Unido. La primera de sus oficinas regionales se abrió en Cambridge en 1966 para la zona Este de Inglaterra.
- East – Great Shelford
- East Midlands – Art, Architecture and Design, Universidad de Lincoln
- London – Portland Place (sede central, Londres)
- North East – School of the Built Environment, Northumbria University
- North West – The Tea Factory, Liverpool
- South and South East – Building LO11, Universidad de Reading
- South West and Wessex – Paintworks, Bristol
- West Midlands – Birmingham and Midland Institute, Birmingham
- Yorkshire – 32 The Calls, Leeds
- Wales – Royal Society of Architects in Wales, 4 Cathedral Road, Cardiff (Gales)
- Northern Ireland – Royal Society of Ulster Architects (Irlanda del Norte)[6]
- Scotland – Royal Incorporation of Architects in Scotland (Escocia)[7]
- RIBA USA (Estados Unidos)[8]

### RIBA Enterprises
RIBA Enterprises es el brazo comercial del RIBA y tiene su sede en 15 Bonhill Street, Londres. Incluye:
- RIBA Insight[10]
- RIBA Appointments[11] (ofertas de trabajo)
- RIBA Publishing (editorial)

En la sede de Newcastle-upon-Tyne se encuentran:
- RIBA Bookshops[12]
- National Building Specification (NBS),[13] que tiene una plantilla de 130 personas y que se encarga de las normativa de construcción del Reino Unido[14]
- Construction Information Service (Servicio de Información de la Construcción).

## Premios
El RIBA otorga varios premios en distintas categorías sobre la arquitectura, siendo los más importantes: la Medalla de Oro del RIBA y el premio Stirling. El primero se concede a un arquitecto en reconocimiento a su trabajo y trayectoria profesional, mientras que el segundo premia al mejor edificio del año construido en el Reino Unido o a un edificio obra de un arquitecto británico.

## La biblioteca

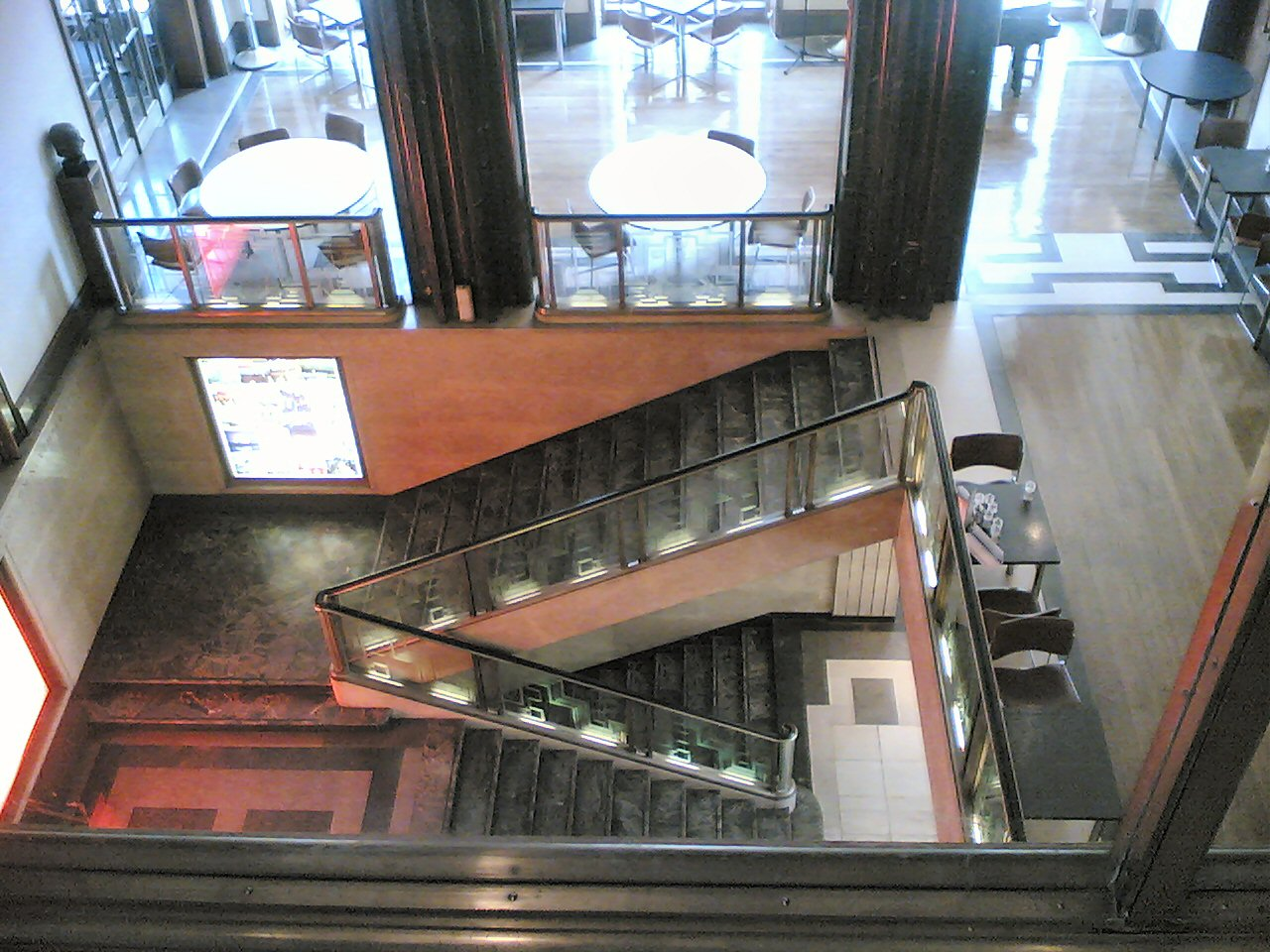
Interior de la biblioteca.

La biblioteca constituida el mismo año en el que se fundó la organización en 1834, y conocida en un primer momento como «Biblioteca Británica de Arquitectura», la biblioteca del RIBA es una de las más importantes del mundo dedicada a la Arquitectura ya que en sus fondos cuenta con más de cuatro mil volúmenes publicados entre 1478 y 1840.